# UFC 91
UFC 91: Couture vs. Lesnar  è stato un evento di arti marziali miste tenuto dalla Ultimate Fighting Championship il 15 novembre 2008 all'MGM Grand Garden Arena di Las Vegas, Stati Uniti d'America.

## Retroscena
Matt Brown sostituì l'infortunato Matthew Riddle nella sfida contro Ryan Thomas.
L'incontro tra Amir Sadollah e Nick Catone saltò per infortunio del primo lottatore.
È tra gli eventi UFC ad aver venduto più di un milione di pay per view.

## Risultati

### Card preliminare
- Incontro categoria Pesi Welter:  Matt Brown contro  Ryan Thomas

Brown sconfisse Thomas per sottomissione (armbar) a 0:57 del secondo round.
- Incontro categoria Pesi Leggeri:  Alvin Robinson contro  Mark Bocek

Bocek sconfisse Robinson per sottomissione (strangolamento da dietro) a 3:16 del terzo round.
- Incontro categoria Pesi Leggeri:  Jeremy Stephens contro  Rafael dos Anjos

Stephens sconfisse dos Anjos per KO (montante) a 0:39 del terzo round.
- Incontro categoria Pesi Leggeri:  Jorge Gurgel contro  Aaron Riley

Riley sconfisse Gurgel per decisione unanime (29–28, 29–28, 29–28).

### Card principale
- Incontro categoria Pesi Medi:  Nate Quarry contro  Demian Maia

Maia sconfisse Quarry per sottomissione (strangolamento da dietro) a 2:13 del primo round.
- Incontro categoria Pesi Massimi:  Gabriel Gonzaga contro  Josh Hendricks

Gonzaga sconfisse Hendricks per KO Tecnico (pugni) a 1:01 del primo round.
- Incontro categoria Pesi Welter:  Dustin Hazelett contro  Tamdan McCrory

Hazelett sconfisse McCrory per sottomissione (armbar) a 3:59 del primo round.
- Incontro categoria Pesi Leggeri:  Kenny Florian contro  Joe Stevenson

Florian sconfisse Stevenson per sottomissione (strangolamento da dietro) a 4:03 del primo round.
- Incontro per il titolo dei Pesi Massimi:  Randy Couture (c) contro  Brock Lesnar

Lesnar sconfisse Couture per KO Tecnico (pugni) a 3:07 del secondo round divenendo il nuovo campione dei pesi massimi.

## Premi
Ai vincitori sono stati assegnati 60.000$ per i seguenti premi:
- Fight of the Night:  Jorge Gurgel contro  Aaron Riley
- Knockout of the Night:  Jeremy Stephens
- Submission of the Night:  Dustin Hazelett